# Louisburg (Carolina del Nord)
Louisburg és una població dels Estats Units i seu del comtat de Franklin a l'estat de Carolina del Nord. Segons el cens del 2000 tenia 3.111 habitants.

## Demografia
Segons el cens del 2000, Louisburg tenia 3.111 habitants, 1.123 habitatges i 677 famílies. La densitat de població era de 513,3 habitants per km².
Dels 1.123 habitatges en un 26,5% hi vivien nens de menys de 18 anys, en un 33,6% hi vivien parelles casades, en un 22,8% dones solteres, i en un 39,7% no eren unitats familiars. En el 36% dels habitatges hi vivien persones soles el 19,1% de les quals corresponia a persones de 65 anys o més que vivien soles. El nombre mitjà de persones vivint en cada habitatge era de 2,24 i el nombre mitjà de persones que vivien en cada família era de 2,89.
Per edats la població es repartia de la següent manera: un 19,7% tenia menys de 18 anys, un 15,2% entre 18 i 24, un 21,1% entre 25 i 44, un 19,9% de 45 a 60 i un 24,1% 65 anys o més.
L'edat mediana era de 40 anys. Per cada 100 dones de 18 o més anys hi havia 70,3 homes.
La renda mediana per habitatge era de 29.755 $ i la renda mediana per família de 41.563 $. Els homes tenien una renda mediana de 30.417 $ mentre que les dones 24.018 $. La renda per capita de la població era de 17.918 $. Entorn del 15,2% de les famílies i el 20,1% de la població estaven per davall del llindar de pobresa.

## Poblacions més properes
El següent diagrama mostra les poblacions més properes.